# Мене, мене, текел, упарсін
Мене, мене, текел, упарсін (івр. מְנֵא מְנֵא תְּקֵל וּפַרְסִין, арамейською мовою означає буквально «міна, міна, шекель та півміни») — напис на стіні, який було зроблено невидимою рукою під час бенкету вавилонського царя Валтасара. Цей вислів згадується в книзі пророка Даниїла.

## Короткий опис
Зміст цього напису — «обчислено, обчислено, зважено та розділено», хоча арамейською мовою цей вислів звучить як «мене, мене, текел, перес». Є гіпотеза, що у написі на стіні були не цілі слова, а перші літери назв мір ваги. Це могло спричинити той факт, що мудреці не змогли розшифрувати цей напис, оскільки вважали, що це одне ціле слово. Однак це вдалося зробити Даниїлу, який побачив у літерах назви мір ваги, визначив корені цих слів і можливі значення («міна» («мене») — «рахувати, обчислювати», «шекель» («текел») — «зважувати», «упарсін» («перес») — «розділяти») і розкрив зміст напису
Значення конкретних слів подано на місці подій, про що згадується в Біблії (глава 5):
- мене — Бог порахував царство Валтасара і поклав йому край; (вірш 26)
- текел — Валтасара «було зважено», і він виявився вкрай легким; (вірш 27)
- перес — Вавилонське царство розділено і віддано персам та мідянам (вірш 28).[2]

Ці події відбувалися, коли Вавилон був оточений персами 539 року до н. е. Уночі Валтасара вбили, царство відійшло до мідянина Дарія, і Вавилонія втратила незалежність..
Ця фраза є закликом роздивитися довкола та замислитись. Так можна сказати про людину, яка сповнена великої гордині.